# Saint-Didier-sous-Écouves

Saint-Didier-sous-Écouves este o comună în departamentul Orne, Franța. În 1 ianuarie 2018 avea o populație de 158 de locuitori.